# 75 Ceti
75 Ceti (75 Cet) es una estrella situada en la constelación de Cetus.
Su magnitud aparente es +5,36 y se encuentra a 263 años luz del sistema solar.
En 2012 se descubrió un planeta extrasolar en órbita alrededor de esta estrella.
75 Ceti es una gigante amarilla de tipo espectral G3III con una temperatura efectiva de 4813 K.
Tiene un radio 10,5 veces más grande que el radio solar —tamaño muy común para una gigante de sus características— y una luminosidad 54 veces mayor que la del Sol.
Su velocidad de rotación proyectada es de 1,77 km/s.
Posee una masa entre 2,1 y 2,5 masas solares y una edad estimada de 1400 ± 540 millones de años. Como la mayor parte de las estrellas de nuestro entorno —el Sol inclusive—, es una estrella del disco fino.
75 Ceti presenta una metalicidad, dato que se relaciona con la presencia de sistemas planetarios, prácticamente idéntica a la del Sol ([M/H] = -0,01).
Los niveles de los diferentes elementos evaluados son similares a los solares, siendo el sodio ligeramente sobreabundante ([Na/H] = +0,15).

## Sistema planetario
En 2012 se descubrió un planeta extrasolar masivo, denominado 75 Ceti b, orbitando en torno a 75 Ceti. Este planeta, con una masa mínima tres veces mayor que la masa de Júpiter, se mueve a una distancia media de 2,1 UA respecto a la estrella. Su período orbital es de 691,9 días (1,89 años).
Un segundo período detectado, de aproximadamente 200 días, podría estar producido por un segundo planeta menos masivo.
| Acompañante (En orden desde la estrella) | Masa (MJ) | Período orbital (días) | Semieje mayor (UA) | Excentricidad |
| ---------------------------------------- | --------- | ---------------------- | ------------------ | ------------- |
| 75 Ceti b                                | > 3       | 691,9 ± 3,6            | 2,1                | 0,12          |